# Suhîi, Boureni
Suhîi (în ucraineană Сухий) este un sat în comuna Repînne din raionul Boureni, regiunea Transcarpatia, Ucraina.

## Demografie
Componența lingvistică a localității Suhîi
     Ucraineană (100%)
Conform recensământului din 2001, toată populația localității Suhîi era vorbitoare de ucraineană (100%).